# Anton Säll
Seth Anton Säll, född 15 juli 1990 i Sandbacka, Umeå, är en svensk journalist.
Säll började som inhoppare på Västerbottens-Kuriren, på sporten 2008 och flyttade 2010 från Umeå. Han studerade vid Enheten för journalistik, medier och kommunikation vid Stockholms universitet och tog examen 2014. Han har tidigare arbetat på nyhetsmagasinet Fokus, Dagens Nyheter, KIT och Metro. År 2014 nominerades han till tidningen Resumés pris Guldkrattan. Han arbetar sedan 2022 som debatt- och opinionsredaktör på Altinget.